# العصر البرونزي الشمالي

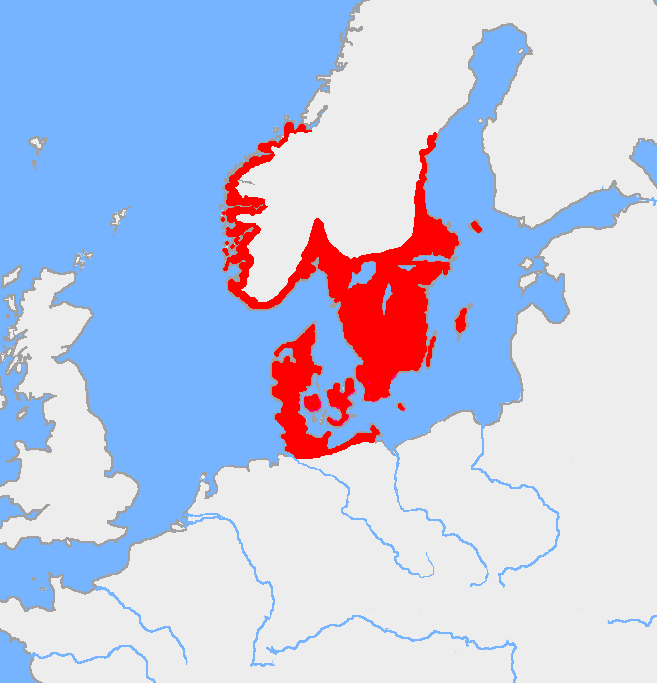
خريطة لثقافة العصر البرونزي الشمالي، حوالي 1200 ق.م

ظهر العصر البرونزي الشمالي نحو عام 1700 قبل الميلاد كاستمرار لحضارة فأس المعركة (تتنوع حضارة الخزف المحزم وقد كانت مزيجًا من حضارة الخزف المحزم وحضارة القدور القمعية) ومن التأثير القادم من أوروبا الوسطى. من المرجح أن هذا التأثير قد جاء من الشعب الذي يشبه في ثقافته حضارة أونيتيتسكا، وقد جلبوا العادات المستمدة من أونيتيتسكا أو من التفسيرات المحلية لثقافة أونيتيتسكا الموجودة في شمال غرب ألمانيا. تُلاحظ التأثيرات المعدنية القادمة من أوروبا الوسطى بشكل خاص. حافظ العصر البرونزي الشمالي على صلات تجارية وثيقة مع اليونان الموكيانية، إذ يشترك معها في العديد من أوجه التشابه البارزة. اكتُشفت بعض من أوجه التشابه الثقافية بين حضارتي أندرونوفو وسينتاشتا من العصر البرونزي الشمالي مع شعوب ريجفدا. يُدرج الباحثون أيضًا مواقعًا فيما يُسمى اليوم إستونيا وفنلندة وشمال ألمانيا وبوميرانيا كجزء من المنطقة الثقافية.
انخرط شعب العصر البرونزي الشمالي بشدة في تصدير العنبر واستيراد المعادن في المقابل، مما حولهم إلى خبراء في المعادن. أصبح العصر البرونزي الشمالي أغنى ثقافة في أوروبا خلال وجوده نتيجة عدد وكثافة الودائع المعدنية.
تبع العصر البرونزي الشمالي في نحو القرن الخامس قبل الميلاد، العصر الحديدي قبل الروماني وحضارة ياستورف. غالبًا ما تعتبر شعوب العصر البرونزي الشمالي أسلافًا للشعوب الجرمانية.

## لمحة تاريخية

### الأصول
يُعتبر العصر البرونزي الشمالي خلفًا لحضارة الخزف المحزم في جنوب الدول الاسكندنافية وشمال ألمانيا. يبدو أنه يمثل مزيجًا من العناصر التي تنتمي لحضارة الخزف المحزم وحضارة الخزف المنقر. غالبًا ما يُعتقد أن العامل الحاسم الذي تسبب في التغيير من حضارة فأس المعركة من العصور النحاسية الأوربية إلى العصر البرونزي الشمالي، كان تأثير المعادن والتأثير الثقافي العام من أوروبا الوسطى المشابه في العادات لتلك الثقافة في أونيتيتسكا.

### التسلسل الزمني
قسم أوسكار مونتيليوس الذي صاغ المصطلح المستخدم لهذه الفترة، إلى ستة فترات فرعية في عمله («عن العصر البرونزي مع التركيز بشكل خاص على الدول الاسكندنافية») الذي نُشر في عام 1885، وما يزال يستخدم على نطاق واسع. صمد ترتيبه الزمني بشكل جيد أمام التأريخ بالكربون المشع، مع استثناء واحد يتمثل في كون الفترة الزمنية أقرب إلى عام 1700 قبل الميلاد من عام 1800 قبل الميلاد، كما اقترح مونتيليوس. يُستخدم نظام مختلف في أوروبا الوسطى، طوره بول راينيكي، إذ تمتلك كل منطقة أنواعها من القطع الأثرية والفترات الأثرية.

## الثقافة

### المنحوتات الصخرية
يمتلك الساحل الغربي للسويد، أي بوهوسلان، أكبر عدد من المنحوتات الصخرية التي تعود للعصر البرونزي بين جميع الدول الاسكندنافية، بينما تمتلك اسكندنافيا أكبر عدد من المنحوتات الصخرية التي تعود للعصر البرونزي في أوروبا. يُعد الساحل الغربي للسويد موطنًا لما يقارب 1500 موقعًا مسجلًا للنقوش الحجرية التي يُكتشف المزيد منها في كل عام. كانت هذه المنطقة هي الساحل عندما صُنعت هذه المنحوتات الصخرية، لكنها الآن ترتفع 25 متر فوق مستوى سطح البحر. تصور النقوش في المنطقة الحياة اليومية والأسلحة والشخصيات البشرية وشباك الصيد والسفن والشمس والغزلان والثيران والخيول والطيور. كانت الشخصيات البشرية والسفن خصوصَا، المواضيع المهيمنة للمنحوتات، إذ سُجل نحو 10,000 نقشًا للسفن. تصور السفينة النموذجية طاقمًا مؤلفًا من ستة إلى ثلاثة عشر شخصًا. غالبًا ما تصور المنحوتات الصخرية من عصر البرونز المتأخر وحتى العصر الحديدي المبكر، الصراع والسلطة والتنقل.

### المستوطنات
تتألف المستوطنات خلال العصر البرونزي الشمالي بشكل رئيسي من المزارع الفردية مع عدم وجود مدن أو قرى كبيرة معروفة، - عادة ما تتألف المزرعة المفردة من منزل متطاول مع أربع هياكل إنشائية إضافية. تألف المنازل المتطاولة البدائية من جناحين، ثم بعد نحو عام 1300 قبل الميلاد، أصبحت المنازل المؤلفة من ثلاثة أجنحة أمرًا طبيعيًا. عُثر على أدلة عن العديد من المنازل المتطاولة في موقع واحد، لكن هناك اعتقادًا يسود اليوم، بأنها تنتمي لفترات زمنية مختلفة بدلًا من الفكرة التي رجحت انتمائها لنفس التاريخ. تقع المستوطنات في موقع جغرافي مرتفع، وتتركز أغلبها بالقرب من البحر.

### مراسم الدفن
ترتبط بالمستوطنات التي تنتمي للعصر البرونزي الشمالي كل من، رجوم المدافن والتلال والمقابر، مع وجود مدافن تشمل مدافن البلوط وأوعية الدفن، بينما ارتبطت بمستوطنات أخرى المدافن الصخرية أو الدفائن البرونزية في مواقع الأراضي الرطبة. بعض تلال الدفن كبيرة بشكل غير اعتيادي، وهي غنية بكيمات كبيرة جدًا من الذهب والبرونز بشكل غير مألوف بالنسبة لهذه الفترة، ومن الأمثلة عنها تل هاغا.

### الزراعة
مارست الشعوب في العصر البرونزي الشمالي الزراعة (بما في ذلك زراعة القمح والدخن والشعير) وتربية الحيوانات (الاعتناء بالحيوانات المدجنة مثل الماشية والأغنام والخنازير). شكل الصيد وصيد الأسماك أيضًا مصدرين آخرين للحصول على الطعام، وقد شمل الصيد كلًا من المحار والغزلان والآيائل والحيوانات البرية الأخرى. هناك أدلة على استخدام الثيران كحيوانات للجر، وكانت تربية الكلاب أمرًا شائعًا، بينما كانت تربية الخيول في المقابل، أمرًا نادرًا وربما كانت دليلًا على المكانة الاجتماعية.

### الأعمال المعدنية
على الرغم من انضمام الاسكندنافيين إلى حضارات العصر البرونزي الأوروبي في وقت متأخر إلى حد ما من خلال التجارة، إلا أن المواقع الاسكندنافية قدمت تراثًا غنيًا محفوظًا بشكل جيد من العناصر المصنوعة من الذهب والبرونز. استوردت جميع هذه المعادن الثمينة، في المقام الأول من أوروبا الوسطى ولكنها كانت تصنع محليًا في كثير من الأحيان، وكانت الأعمال الحرفية والأعمال المعدنية من العصر البرونزي الشمالي على مستوى عال من الجودة. يشمل التراث الأثري أيضًا الأعمال الخشبية والصوفية المصنوعة محليًا.

أنتجت الدول الاسكندنافية الجنوبية خلال القرنين الخامس عشر والرابع عشر قبل الميلاد، المزيد من البرونز في المقابر والمدافن بشكل أكبر من أي منطقة أخرى في أوروبا. أصبح العصر البرونزي الشمالي الثقافة الأغنى فيما يتعلق بعدد الودائع المعدنية.

## فهرست
- Dabrowski, J. (1989) Nordische Kreis un Kulturen Polnischer Gebiete. Die Bronzezeit im Ostseegebiet. Ein Rapport der Kgl. Schwedischen Akademie der Literatur Geschichte und Alter unt Altertumsforschung über das Julita-Symposium 1986. Ed Ambrosiani, B. Kungl. Vitterhets Historie och Antikvitets Akademien. Konferenser 22. Stockholm.
- Davidson, H. R. Ellis and Gelling, Peter: The Chariot of the Sun and other Rites and Symbols of the Northern European Bronze Age.
- K. Demakopoulou (ed.), Gods and Heroes of the European Bronze Age, published on the occasion of the exhibition "Gods and Heroes of the Bronze Age. Europe at the Time of Ulysses", from December 19, 1998, to April 5, 1999, at the National Museum of Denmark, Copenhagen, London (1999), ISBN 0-500-01915-0.
- Demougeot, E. La formation de l'Europe et les invasions barbares, Paris: Editions Montaigne, 1969-1974.
- Kaliff, Anders. 2001. Gothic Connections. Contacts between eastern Scandinavia and the southern Baltic coast 1000 BC – 500 AD.
- Montelius, Oscar, 1885. Om tidsbestämning inom bronsåldern med särskilt avseende på Skandinavien.
- Musset, L. Les invasions: les vagues germanique, Paris: Presses universitaires de France, 1965.